# (10099) Glazebrook
(10099) Glazebrook es un asteroide perteneciente al cinturón exterior de asteroides descubierto el 4 de noviembre de 1991 por el equipo del Spacewatch desde el Observatorio Nacional de Kitt Peak, Estados Unidos.

## Designación y nombre
Glazebrook recibió al principio la designación de 1991 VB9.
Más adelante, en 2000, se nombró en honor del astrofísico estadounidense Karl Glazebrook.

## Características orbitales
Glazebrook está situado a una distancia media de 3,259 ua del Sol, pudiendo alejarse hasta 3,639 ua y acercarse hasta 2,878 ua. Su inclinación orbital es 2,89 grados y la excentricidad 0,1167. Emplea 2149 días en completar una órbita alrededor del Sol. El movimiento de Glazebrook sobre el fondo estelar es de 0,1675 grados por día.

## Características físicas
La magnitud absoluta de Glazebrook es 13,5.